# Цитадель (книга, 1948)
«Цитадель» (фр. Citadelle) — незавершённое произведение Антуана де Сент-Экзюпери, вышедшее через четыре года после смерти писателя в 1948 году. Первоначальное название книги «Каид» явно перекликалось с книгой «Так говорил Заратустра», написанной Фридрихом Ницше. Обе книги были написаны в похожем стиле, их можно причислить к книгам по философии, при этом они не содержат в себе сложной для понимания философской терминологии. В книге также отсутствует сюжет, и по этой причине её можно начинать читать с любого места.

## Основа сюжета
В тексте «Цитадели» можно найти множество отсылок к Библии (особенно к «Книге Екклесиаста», «Песне песней», «Откровение Иоанну»), Корану, буддизму, произведениям Фридриха Ницше («гибель богов»), Блеза Паскаля (1623—1662), Рене Декарта, античных философов и т. п. С точки зрения маркетинговой классификации «Цитадель» входит в категорию «интеллектуальных бестселлеров».
Большая часть книги была наговорена на диктофон во время последнего пребывания Сент-Экзюпери в США, в Алжире и на Корсике (1941—1944). Общий объём диктофонных записей составил 985 машинописных страниц.
В первом издании «Цитадели» было много неточностей, кроме того, в нём не учитывались рукописи: ведь Сент-Экзюпери купил диктофон в США только в 1941 г., в то время как работа над книгой началась в 1936 году. В 1958 году редакторам была предоставлена совокупность рукописей «Цитадели» которая позволила лучше понять мысли и намерения автора.
Изначально книга оказалась слишком объёмной и сложной для прочтения и по просьбе семьи и наследников французский литератор Мишель Кенель сделал попытку её отредактировать, сделав легче, доступнее и выразительнее. В ходе проделанной работы были проведены некоторые сокращения, изъяты повторы.
Вторая, более полная, версия книги вышла 20 апреля 1959 г. в издательстве «Клоб де Либрер де Франс». Именно этот текст был положен в основу двух изданий собрания сочинений Сент-Экзюпери в серии «Плеяда», последующих французских переизданий и перевода на русский язык.
Авторские права на книгу были в итоге переданы женщине по имени Элен — возлюбленной писателя (известна как автор биографии Экзюпери написавшая книгу «Кудесник: Воспоминания» под мужским псевдонимом Пьер Шеврие).

«„Цитадель“ — это не законченная работа. По мнению автора, его нужно было обрезать и переделать в соответствии со строгим планом, который в нынешнем состоянии трудно реконструировать. Автор часто использовал одни и те же темы, чтобы выразить их более точно или осветить их одним из своих изображений, секрет которого у него есть».
— Симона де Сент-Экзюпери
На русском языке отрывки из «Цитадели» были опубликованы в переводе Л. Лунгиной в 1978 г. и М. Ваксмахера — в 1986 г. Целиком книга вышла в 1994 г. в переводе М. Кожевниковой, которая работала над переводом 20 лет, и впоследствии ещё не раз проводила работу над его улучшением (по крайней мере в интернете есть как минимум 4 разных текста). Русское издание «Цитадели» в переводе Марианны Кожевниковой содержит 219 глав (CCXIX). Фрагмент «Цитадели» в объёме первых трёх глав перевёл С. Н. Толстой.
Книга в своей основе представляет собой философский взгляд Антуана де Сент-Экзюпери на смысл существования человека, и по сути содержит в себе пространный моральный кодекс в котором чувствуется явное влияние разных религиозных верований.
В книге рассматриваются инструменты ограничения числа возможностей, принуждения, иерархии, подчинения высокой цели и даже несправедливости, как необходимые факторы для придания множества внутренних черт и форм для взращивания человека. По этой причине даётся неоднозначная оценка понимания зла как явления и положительного и отрицательного с разных точек зрения. Сам человек на этом фоне рассматривается не как тело и душа, а скорее как информационный процесс в телесной оболочке ведущий непрерывный процесс фортификации и осуществления самого себя. Сделан намёк на возможность слития человека-процесса с океаном родственного по духу процесса по окончании земной жизни. Однако при этом физическая смерть человека не рассматривается автором точкой перехода в иной мир, скорее это временное отсутствие на земле, в процессе осуществления который складываясь в отдельных отрезках времени может достигать тысячелетий. Настоящая же смерть у автора это достижение внутренней тишины, гармонии (внутреннего согласия с самим собой) и совершенства, не требующее повторных актов материализации человека-процесса на земле.